# 近德固乡
近德固乡位于中国河南省南乐县偏西马颊河两岸。南邻清丰县，北与寺庄乡相连，西靠元村镇，东与城关镇和杨村乡为邻。面积49平方公里。

## 行政区划
下辖以下20个行政村：
佛善村、君张庄村、李庄村、君泽村、常庄村、王村、李村、彭村、杏元村、睢庄村、温吉七村、东吉七村、西吉七村、薛庄村、赵家庄村、齐庄村、留固店村、佛堂村、跳堂村和善缘町村。
另：杏元村（或作杏园），温吉七村（含太平屯），善缘町村（或作善缘疃，含东庄）。